# Amphithéâtre de Cagliari
L’amphithéâtre de Cagliari était situé à la périphérie de la ville romaine de Karalis en Sardaigne dans la province de Corse-Sardaigne (aujourd'hui à Cagliari).
La plupart de l'édifice était creusée à même la roche, comme pour la cavea, les gradins, l'arène… et lorsque le relief ne le permettait pas, l'édifice s'appuyait contre la pente du vallon à l'aide de substructions.
Il avait des dimensions modestes mais possédait une hauteur considérable avec une vingtaine de rangées de gradins. L'arène était creusée dans la roche et comprenait trois souterrains. Huit portes s'ouvraient dans le mur du podium et assuraient la communication avec la galerie inférieure.
Il servit de carrière pendant le Moyen Âge. En 1940 puis en 1984 et 1985, l'amphithéâtre fut restauré.
L'amphithéâtre met toujours en scène des opéras et des concerts en plein air pendant l'été.